# Marek Kulič
Marek Kulič (Hradec Králové, 11 ottobre 1975) è un ex calciatore ceco, attaccante del Hradec Králové.
Con 87 gol in 375 partite di 1. liga, è il quinto miglior marcatore nella storia del torneo.

## Carriera

### Club
Incomincia a giocare fin da giovane nella squadra della sua città, il FC Hradec Králové. Nel 1999 passa al Drnovice dove rimane due anni fino a quando nel 2001, la società ceca vende molti giocatori al Marila Pribram tra cui Kulic. Dal 2001 al 2003 Kulic rimane al Marila Pribram, e anche grazie al suo contributo di 15 reti in 84 partite il Marila Pribram rimane in Gambrinus Liga.
La stagione successiva passa alla Dynamo Ceske Budejovice: Kulic riesce a segnare 17 gol in 47 incontri, con la squadra che finisce penultima retrocedendo in seconda divisione. Nella stagione 2005-06 passa al Mlada Boleslav (che l'anno prima si era salvato per 6 punti, ai danni della sua ex squadra), con cui si piazza al secondo posto in campionato a pari punti con lo Slavia Praga, con conseguente accesso ai preliminari di UEFA Champions League.
In seguito si trasferisce a Praga per giocare nello Sparta. In due anni colleziona 12 reti, 63 incontri, due secondi posti in campionato e la Coppa ceca nel 2008.
A fine stagione tornerà al Mlada Boleslav. Realizza 11 reti nella stagione 2009-10 piazzandosi al secondo posto nella classifica marcatori.

## Statistiche

### Cronologia presenze e reti in nazionale
| Cronologia completa delle presenze e delle reti in nazionale ― Serbia | Cronologia completa delle presenze e delle reti in nazionale ― Serbia | Cronologia completa delle presenze e delle reti in nazionale ― Serbia | Cronologia completa delle presenze e delle reti in nazionale ― Serbia | Cronologia completa delle presenze e delle reti in nazionale ― Serbia | Cronologia completa delle presenze e delle reti in nazionale ― Serbia | Cronologia completa delle presenze e delle reti in nazionale ― Serbia | Cronologia completa delle presenze e delle reti in nazionale ― Serbia |
| Data                                                                  | Città                                                                 | In casa                                                               | Risultato                                                             | Ospiti                                                                | Competizione                                                          | Reti                                                                  | Note                                                                  |
| --------------------------------------------------------------------- | --------------------------------------------------------------------- | --------------------------------------------------------------------- | --------------------------------------------------------------------- | --------------------------------------------------------------------- | --------------------------------------------------------------------- | --------------------------------------------------------------------- | --------------------------------------------------------------------- |
| 16-8-2006                                                             | Uherské Hradiště                                                      | Rep. Ceca                                                             | 1 – 3                                                                 | Serbia                                                                | Amichevole                                                            | -                                                                     | 60’                                                                   |
| 2-9-2006                                                              | Teplice                                                               | Rep. Ceca                                                             | 2 – 1                                                                 | Galles                                                                | Qual. Euro 2008                                                       | -                                                                     | 75’                                                                   |
| 7-10-2006                                                             | Liberec                                                               | Rep. Ceca                                                             | 7 – 0                                                                 | San Marino                                                            | Qual. Euro 2008                                                       | 1                                                                     | 46’                                                                   |
| 7-2-2007                                                              | Bruxelles                                                             | Belgio                                                                | 0 – 2                                                                 | Rep. Ceca                                                             | Amichevole                                                            | 1                                                                     | 56’                                                                   |
| 24-3-2007                                                             | Praga                                                                 | Rep. Ceca                                                             | 1 – 2                                                                 | Germania                                                              | Qual. Euro 2008                                                       | -                                                                     | 67’                                                                   |
| 2-6-2007                                                              | Cardiff                                                               | Galles                                                                | 0 – 0                                                                 | Rep. Ceca                                                             | Qual. Euro 2008                                                       | -                                                                     | 46’                                                                   |
| 22-8-2007                                                             | Vienna                                                                | Austria                                                               | 1 – 1                                                                 | Rep. Ceca                                                             | Amichevole                                                            | -                                                                     | 46’                                                                   |
| 8-9-2007                                                              | Serravalle                                                            | San Marino                                                            | 0 – 3                                                                 | Rep. Ceca                                                             | Qual. Euro 2008                                                       | -                                                                     | 56’                                                                   |
| 17-10-2007                                                            | Monaco di Baviera                                                     | Germania                                                              | 0 – 3                                                                 | Rep. Ceca                                                             | Qual. Euro 2008                                                       | -                                                                     | 73’                                                                   |
| 17-11-2007                                                            | Praga                                                                 | Rep. Ceca                                                             | 3 – 1                                                                 | Slovacchia                                                            | Qual. Euro 2008                                                       | 1                                                                     | 70’                                                                   |
| 21-11-2007                                                            | Strovolos                                                             | Cipro                                                                 | 0 – 2                                                                 | Rep. Ceca                                                             | Qual. Euro 2008                                                       | -                                                                     | 58’                                                                   |
| 6-2-2008                                                              | Teplice                                                               | Rep. Ceca                                                             | 0 – 2                                                                 | Polonia                                                               | Amichevole                                                            | -                                                                     | 83’                                                                   |
| Totale                                                                |                                                                       | Presenze                                                              | 12                                                                    |                                                                       | Reti                                                                  | 3                                                                     |                                                                       |

## Palmarès

### Club

#### Competizioni nazionali
- Coppa della Repubblica Ceca: 1

Sparta Praga: 2007-2008